# Protosticta maurenbrecheri
Protosticta maurenbrecheri är en trollsländeart som beskrevs av Van Tol 2000. Protosticta maurenbrecheri ingår i släktet Protosticta och familjen Platystictidae. Inga underarter finns listade i Catalogue of Life.